# 힐데브란트의 노래

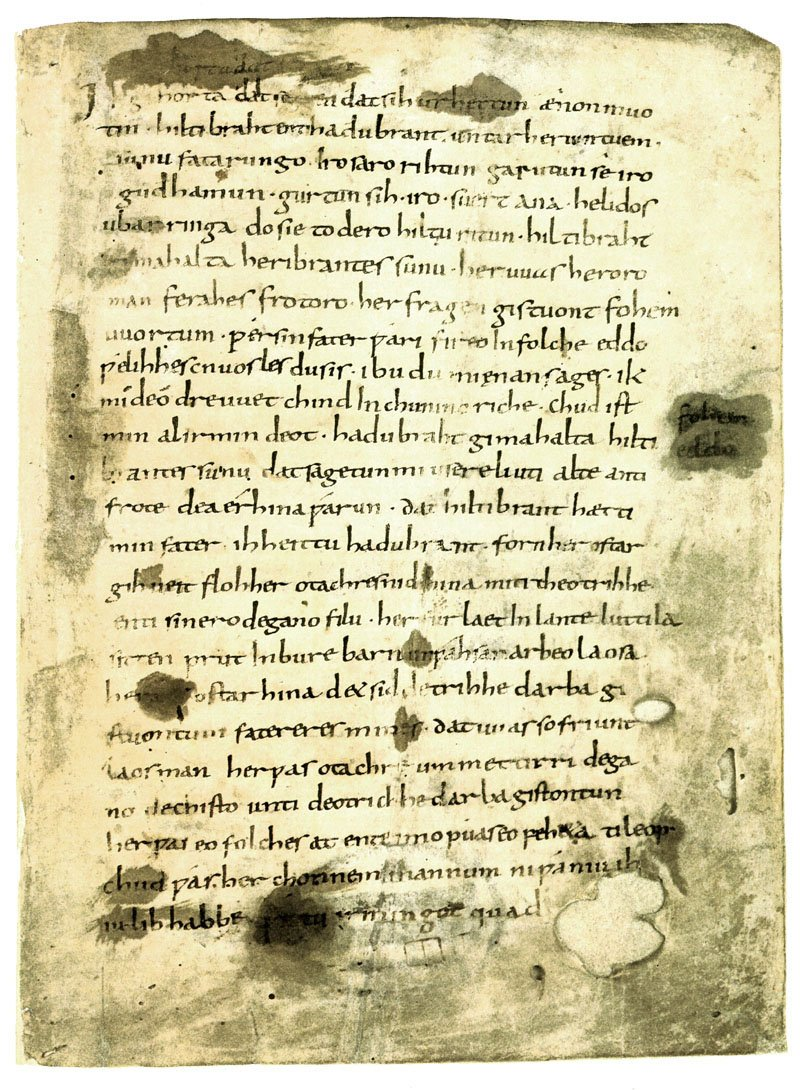
《힐데브란트의 노래》 필사본 제1페이지

《힐데브란트의 노래》(독일어: Das Hildebrandslied 다스 힐데브란트스리트[*])는 고대 고지 독일어 영웅 서사시이다. 독일어로 된 가장 오래된 문학 작품 중 하나로, 아들과 아버지가 서로를 알아보지 못하고 싸워서 비극적 결말에 이르게 된다는 내용이다. 현재까지 보존된 거의 유일한 게르만 구비문학의 증거로, 매우 중요한 유물이다.